# Modulationshjul

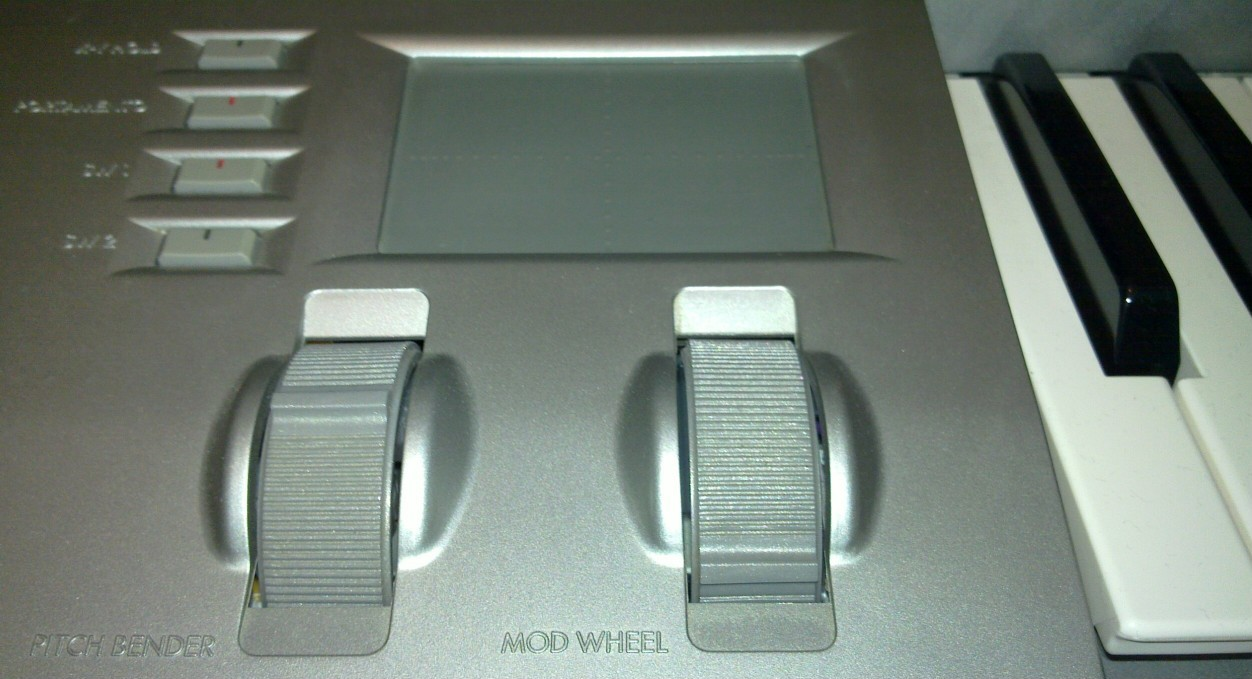
Modulationshjul

Modulationshjul är den kontroll på vanligtvis ett keyboard eller en synthesizer som ursprungligen användes för att förändra graden av modulation hos det spelade ljudet men som idag även används för att kontrollera andra parametrar hos ljudet och därmed ge det en extra dimension. Kontrollen finns i flera olika utseenden från enkla hjul till avancerade joysticks.